# Jade (flod)

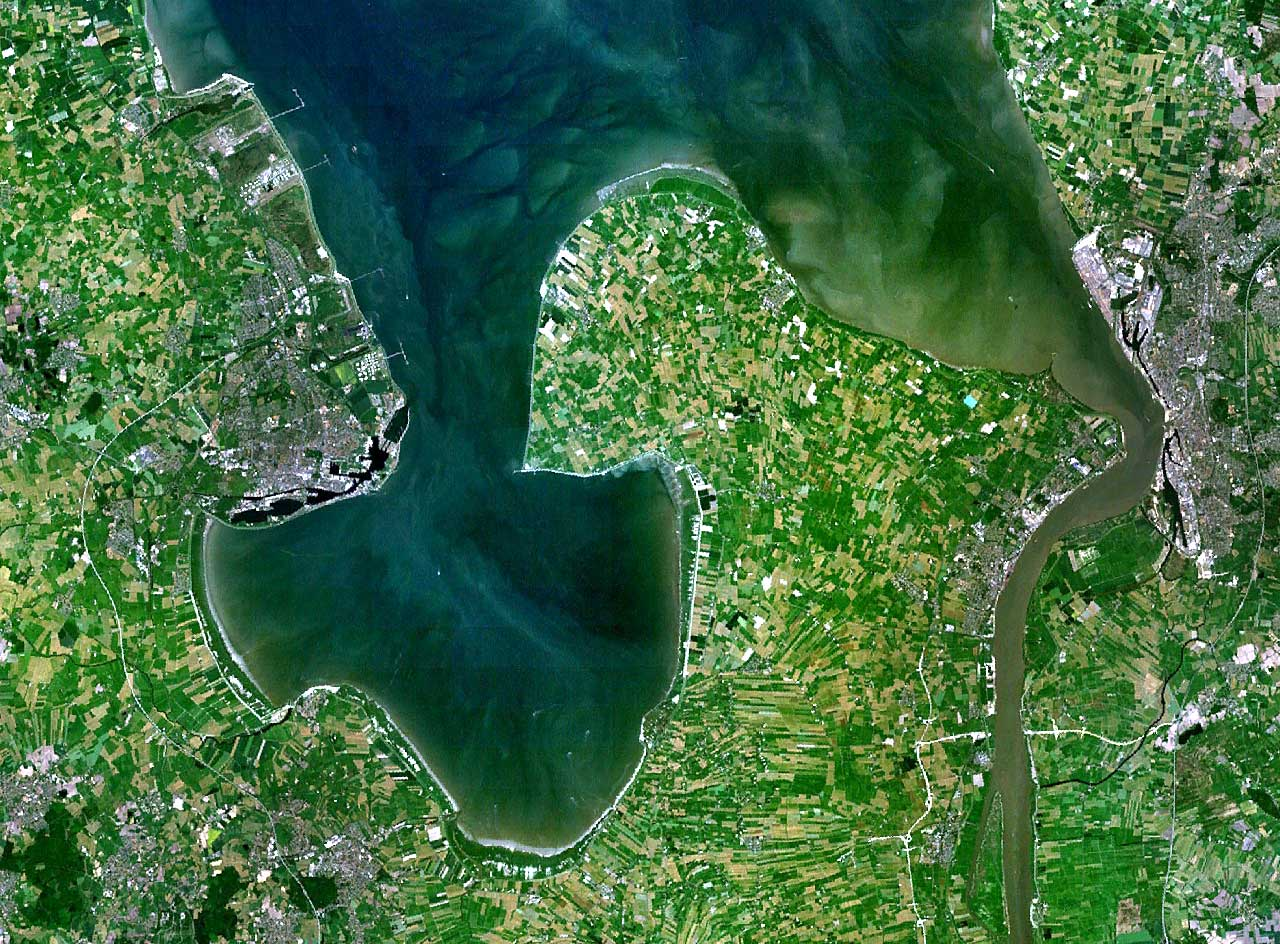
Floden Jade mynnar ut i havsbukten Jadebusen i Nordsjön

Jade är ett 22 km långt vattendrag i förbundslandet Niedersachsen i nordvästra Tyskland. Jade börjar vid Oldenburg och mynnar i den tyska havsbukten Jadebusen i Nordsjön öster om Varel. Vattendraget rinner bland annat genom kommunen Jade i distriktet Wesermarsch.  
Som Jade betecknas även Außenjade (Aussenjade) som är en farränna mellan de ostfrisiska öarna Wangerooge och Mellum och som förbinder Jadebusen med övriga Nordsjön. Norr om Wilhelmshaven byggs för närvarande JadeWeserPort, en djupvattenhamn med containerterminal.